# Тибарены

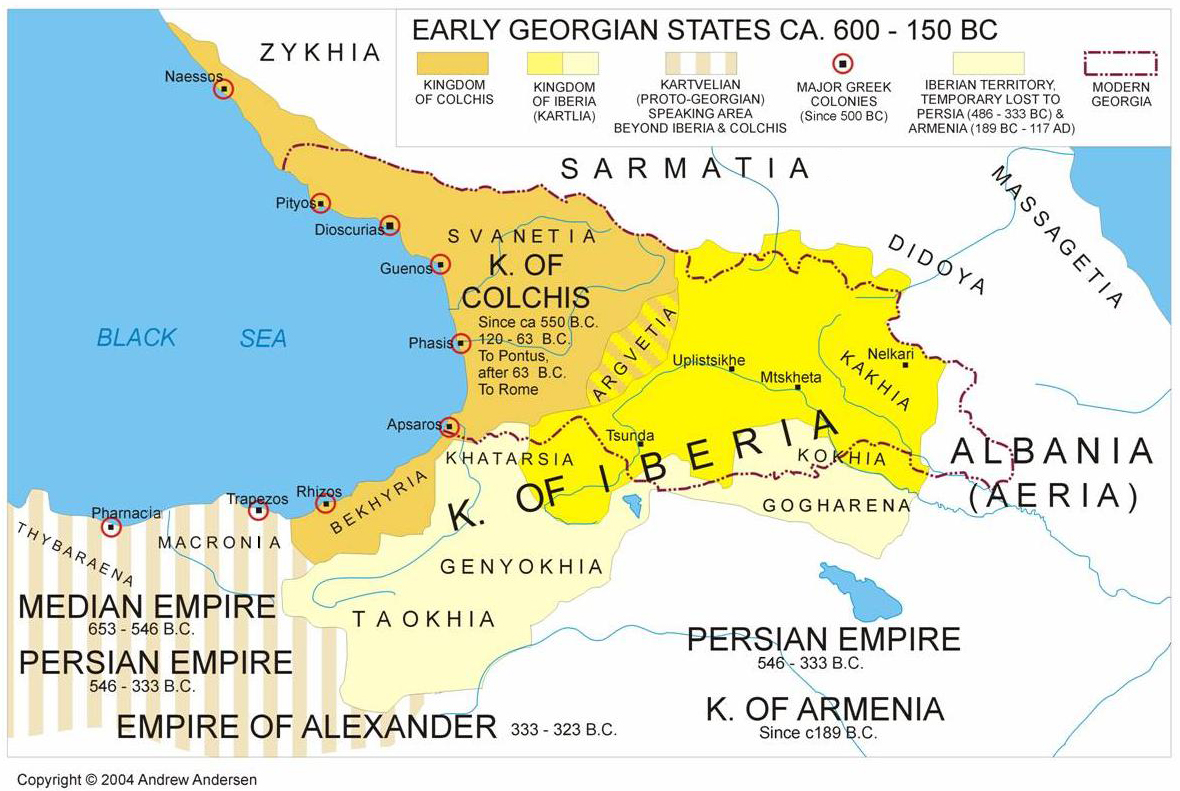
Тибарены и макроны в составе Ахеменидской империи (на карте слева)

Тибарены (греч.  Τιβαρηνοί) — древний понтийский народ на черноморском побережье Анатолии, упоминаемый отцом истории Геродотом, а также Ксенофонтом, Страбоном и другими античными авторами. Древние авторы считали их ветвью скифского племени. И в римские времена, и ранее тибарены соседствовали с такими народами, как моссинойки и макроны. Тибарены вместе с соседними племенами Южного Причерноморья были покорены в VI—V вв. до н. э. Ахеменидами, а их область вошла в состав 19-й сатрапии.
Имя тибаренов пытались связать с древнешумерским городом Бад-Тибира, известным как «укрепления медников» или «крепость кузнецов». В современных публикациях данный этноним чаще сопоставляется (а иногда и отождествляется) с Табалом, сиро-хеттским царством в центральной Анатолии, которое сформировалось в ранний железный век. Грузинские исследователи пытаются объяснить этноним как пракартвельский и считают тибаренов родственными колхам. 